# Andrius Šležas

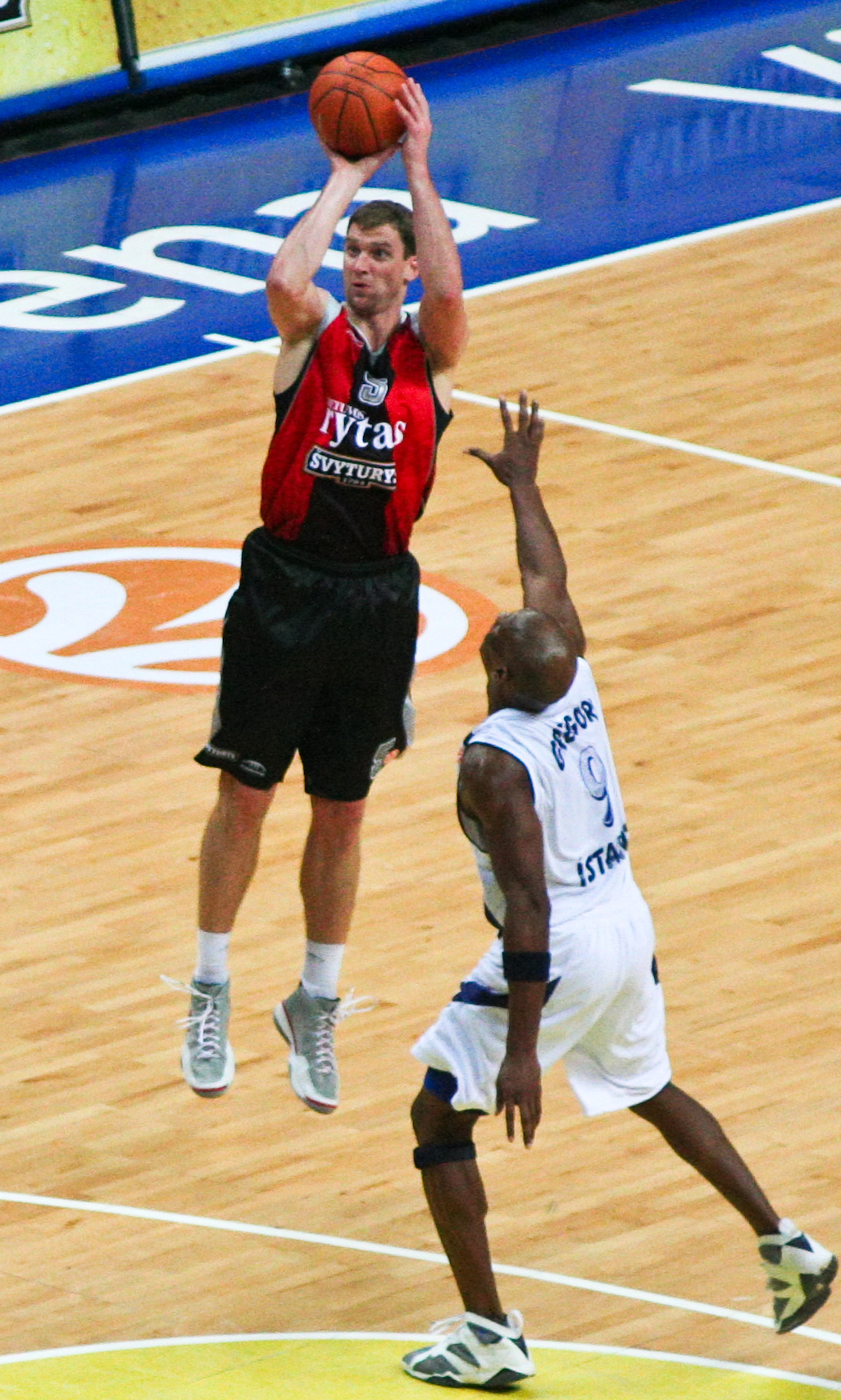
Andrius Šležas

Andrius Šležas (* 4. Februar 1975 in Joniškis, Litauen) ist ein litauischer professioneller Basketball-Spieler und Trainer. Am bekanntesten ist er als 3-Punkte-Spezialist. Er gewann einen Wettbewerb bei „LKL žvaigždžių dienos“ von Lietuvos krepšinio lyga (LKL).

## Sportkarriere
Als Kind besuchte er auch das Leichtathletiktraining. In der 7. Klasse entschied er sich für Basketball und lernte an der Sportschule Panevėžys. Von 1944 (?) bis 1997 spielte er bei BC „Žiemgala“ Joniškis (LKAL) in seiner Heimatstadt. Von 1999 bis 2008 spielte er bei Lietuvos rytas in der litauischen Hauptstadt Vilnius. Ab 2005 arbeitete er auch als Trainer mit den Jungen (geb. 1997 und 2003) in der Basketballschule Vilniaus krepšinio mokykla (VKM).

## Leistungen
- 2000, 2002, 2006: LKL-Meister
- 2002: NEBL-Meister
- 2003, 2004, 2005, 2007, 2008: LKL-Vizemeister
- 2006, 2007: BBL-Meister
- 2007: ULEB-Vizemeister
- 2013: RKL-Meister

## Trainer-Karriere
- 2014–2015 BC Trakai, Chefcoach
- seit 2015: Lietuvos Rytas-2 (RKL), Chefcoach